# World Opponent Network
World Opponent Network (WON) var Valve Corporations nätverk för att spela deras spel över internet, bland annat Half-Life. I juli 2004 stängde Valve ner den sista WON-servern, vilket effektivt gjorde att alla spel som använde WON inte längre gick att spela över internet. Half-Life är tillgängligt genom Steam. En grupp personer tyckte inte om beslutet att stänga ner WON, och skapade då WON2, en icke-officiell ersättning av WON.